# Деркулово
Деркулово (укр. Деркулове; до 2016 г. Комму́на) — село в Марковском районе Луганской области Украины, входит в Марковский поселковый совет.
Население по переписи 2001 года составляло 79 человек. Почтовый индекс — 92405. Телефонный код — 6464. Занимает площадь 0,1 км². Код КОАТУУ — 4422555101.

## Местный совет
92400, Луганская обл., Марковський р-н, пгт Марковка, ул. Ленина, 18